# One Offs, Remixes & B-sides
Albums de Bonobo
Animal Magic
(2001) Dial 'M' for Monkey (album)
(2003)
One Offs... Remixes & B-sides est une compilation de remix effectués par Bonobo et de morceaux inédits.

## Liste des titres
1. "Turtle (Bonobo Mix)" (Pilote)
2. "Beachy Head (Bonobo Mix)" (Mechanical Me)
3. "The Plug (Quantic Mix)" (Bonobo)
4. "Dismantling Frank" (Bonobo)
5. "Dinosaurs (Jon Kennedy Mix)" (Bonobo)
6. "The Sicilian" (Bonobo)
7. "The Shark" (Bonobo)
8. "Four Ton Mantis (Bonobo Mix)" (Amon Tobin)
9. "Tell Me How You Feel (Bonobo Mix)" (Jon Kennedy)
10. "Magicman" (Bonobo)
11. "Scuba" (Bonobo)